# اسعد فضه

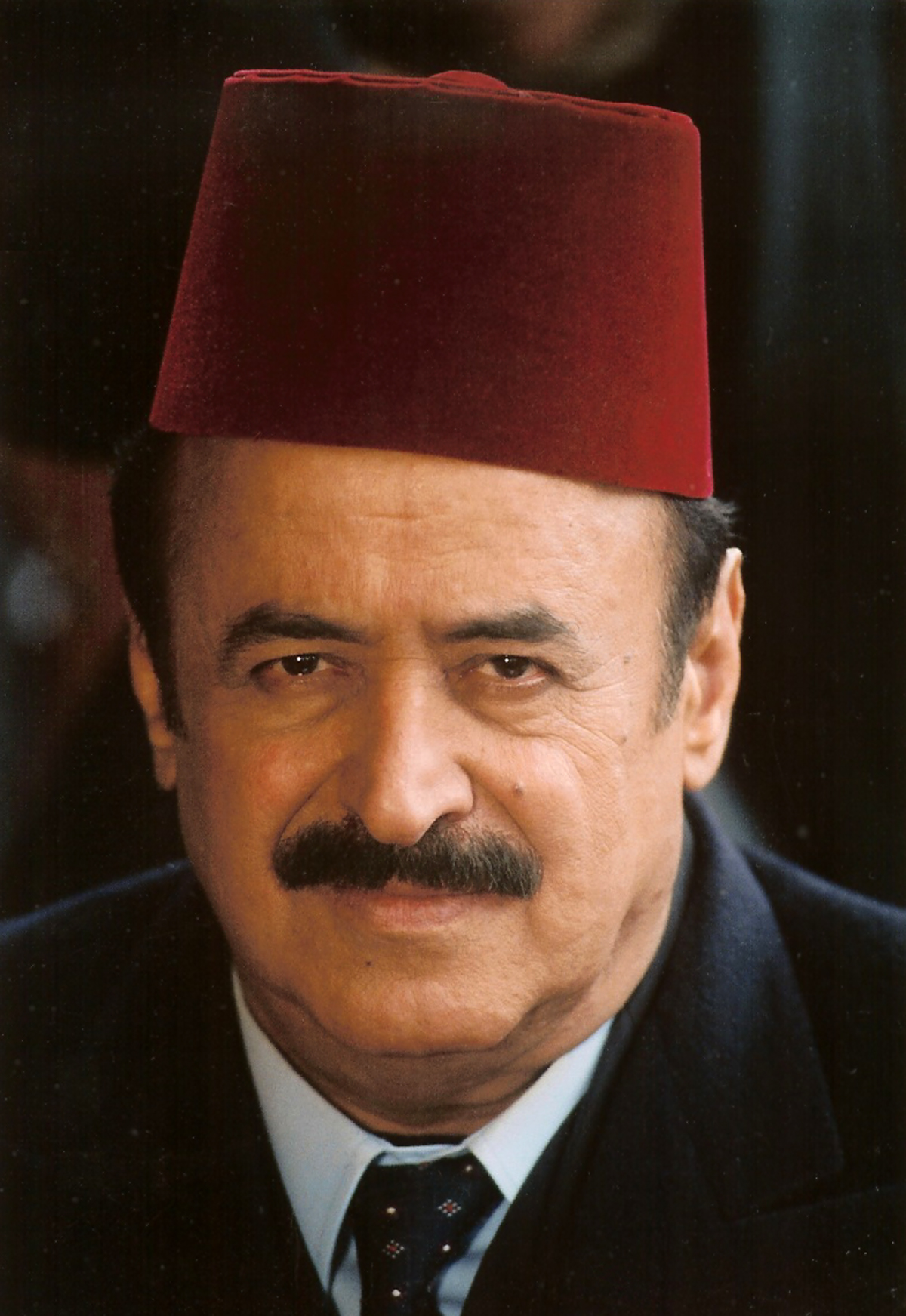

اسعد فضه (۵ سپتامبر ۱۹۳۸ – ۲۹ ژوئن ۲۰۲۵)، کارگردان و بازیگر سوری بود. او در روستای بکسا در لاذقیه به دنیا آمد و فارغ‌التحصیل موسسه عالی هنرهای دراماتیک است و آثارش در تلویزیون ، سینما و حتی روی صحنه تئاتر متفاوت بود. او همسر هنرمند فقید ماها الصالح است و یک پسر از او دارد.